# دوپای کوچک
دوپای کوچک (نام علمی: Allactaga elater) نام یک گونه از خانواده موش‌های دوپا است.